# ديفيد فريمان (كاتب)
ديفيد فريمان (بالإنجليزية: David Freeman)‏ هو كاتب سيناريو أمريكي، ولد في القرن العشرين في كليفلاند في الولايات المتحدة.

## وصلات خارجية
- دايفيد فريمان على موقع IMDb (الإنجليزية)
- دايفيد فريمان على موقع قاعدة بيانات الأفلام السويدية (السويدية)
- دايفيد فريمان على موقع قاعدة بيانات الفيلم (الإنجليزية)
- دايفيد فريمان على موقع كينوبويسك (الروسية)